# Landshövdingar i Jönköpings län
Landshövdingen i Jönköpings län är myndighetschef för Länsstyrelsen i Jönköpings län. 
Från 1634 till 1687 var länsindelningen i Småland ännu inte stabiliserad. Landshövdingarna var då guvernörer även över andra delar av landskapet. År 1687 uppdelades Småland i tre län med var sin landshövding: Jönköpings län, Kalmar län och Kronobergs län. Landshövding i Jönköpings län blev då generalkvartermästaren och chefen för landets befästningsbyggen Erik Dahlbergh.

## Lista över landshövdingar i Jönköpings län
- 1634–1636: Bengt Kafle (1580–1636), Smålands län
- 1636–1639: Bengt Bagge (1594–1660), Smålands län, kvarstod i Kronobergs län till 1653
- 1639–1645: Knut Soop (1597–1648)
- 1645–1653: Bengt Eriksson Ribbing (1609–1653)
- 1653–1658: Gustaf Posse (1626–1676)
- 1658–1663: Johan Printz (1592–1663)
- 1663–1672: Gustaf Ribbing (1613–1693), Jönköpings och del av Kronobergs län 1670–1672
- 1672–1674: Hans Georg Mörner (1623–1685), Jönköpings och del av Kronobergs län 1672–1674
- 1675–1677: Harald Strömfelt (1639–1707)
- 1677–1680: Augustin Leijonsköld (1632–1682)
- 1679–1685: Hans Georg Mörner (1623–1685), Jönköpings, Kronobergs och Kalmar län 1679–1680, Jönköpings och Kronobergs län 1680–1685
- 1685–1687: Robert Lichton (1631–1692), Jönköpings och Kronobergs län 1685–1687
- 1687–1693: Erik Dahlbergh (1625–1703)
- 1693–1696: Nils Gyllenstierna (1648–1720)
- 1696–1716: Mårten Lindhielm (1638–1720)
- 1716–1718: Georg Reinhold Patkull (1656–1723)
- 1718–1727: Anders Eriksson Leijonhielm (1655–1727)
- 1728–1746: Johan von Mentzer (1670–1747)
- 1747–1751: Anders Tungelfeldt (1681–1751)
- 1751–1762: Ludvig von Saltza (1685–1763)
- 1762–1778: Claes Erik Silfverhielm (1725–1792)
- 1778–1795: Fredric Ulric Hamilton (1735–1797)
- 1795–1801: Erik Johan De la Grange (1734–1807)
- 1801–1805: Johan Axel Stedt (1756–1805)
- 1805–1815: Erik Gustaf Boije (1763–1815)
- 1815–1835: Lars Hierta (1762–1835)
- 1835–1855: Claes Gabriel Bergenstråhle (1787–1864)
- 1856–1870: Arvid Gustaf Faxe (1799–1882)
- 1870–1888: Carl Ekström (1818–1903)
- 1888–1892: Robert Dickson (1843–1924)
- 1892–1906: Hjalmar Palmstierna (1836–1909)
- 1906–1922: Fredrik Pettersson (1855–1949)
- 1922–1934: Carl Malmroth (1874–1934)
  - 1923–1924: Jacob Spens (1861–1943) vik. landshövding
- 1934–1937: Felix Hamrin (1875–1937)
- 1938–1957: Olle Ekblom (1892–1978)
- 1957–1963: Allan Nordenstam (1904–1982)
- 1964–1979: Sven af Geijerstam (1913–1990)
- 1980–1997: Gösta Gunnarsson (född 1938)
- 1998–2004: Birgit Friggebo (född 1941)
- 2004 jan–2004 okt: Bo Landholm (född 1941) t.f. landshövding
- 2004–2010: Lars Engqvist (född 1945)
- 2010–2016: Minoo Akhtarzand (född 1956)[1][2]
- 2016 feb–2016 sep: Anneli Wirtén (född 1962) vik. landshövding
- 2016–2017: Håkan Sörman (född 1952)
- 2017–2018: Anneli Wirtén (född 1962) vik. landshövding
- 2018–2024 : Helena Jonsson (född 1965)
- 2024- : Brittis Benzler (född 1958)[3]